# Закель, Манфред
Манфред Джошуа Закель (нем.  Manfred Sakel, 1900—1957) — американский психиатр австрийского происхождения, получивший известность как разработчик метода инсулино-шоковой терапии для лечения шизофрении.

## Биография
Манфред Закель родился 6 июня 1900 года в городе Надворная, Австро-Венгерской империи (ныне город Ивано-Франковской области Украины) в еврейской семье. Изучал медицину в Венском университете с 1919 по 1925 год, специализировался в области неврологии и психиатрии.
После учёбы Закель переехал в Берлин и стал заниматься лечением наркоманов. В 1927 году впервые разработал и стал использовать инсулино-шоковую терапию в лечении шизофрении и других психических расстройств. Инсулино-коматозная терапия активно применялась в Америке и Западной Европе с начала 1930-х годов до 1960 года. В наши дни оценивается на Западе как негативный опыт в психиатрической практике.
После 1933 года Закелю пришлось покинуть столицу Германии и снова перебраться в Вену, где он устроился исследователем в нейропсихиатрическую клинику Венского университета. В 1936 году Закель эмигрировал в Соединенные Штаты, где продолжил заниматься научной и клинической работой в одной из психиатрических больниц Нью-Йорка. В 1938 году опубликовал свои наблюдения и выводы в книге «Лечение шизофрении посредством фармакологического шока». Скончался в Нью-Йорке в 1957 году.